# Kirill Zinovich
Kirill Zinovich (Minsk, 5 de marzo de 2003) es un futbolista bielorruso que juega en la demarcación de centrocampista para el FC Dynamo Majachkalá de la Liga Premier de Rusia.

## Selección nacional
Tras jugar en las categorías inferiores de la selección, finalmente hizo su debut con la selección de Bielorrusia el 20 de marzo de 2025 en un encuentro amistoso contra Tayikistán que finalizó con un resultado de 0-5 a favor del combinado bielorruso tras los goles de Trafim Melnichenka, Yawhen Yablonski, Artem Kontsevoy y un doblete de Vital Lisakovich.

## Clubes
| Club                      | País        | Año       | Partidos | Goles |
| ------------------------- | ----------- | --------- | -------- | ----- |
| FC Minsk                  | Bielorrusia | 2020-2021 | 23       | 4     |
| FC Lokomotiv Moscú        | Rusia       | 2021      | 5        | 0     |
| FC Kazanka Moscú (cedido) | Rusia       | 2021-2022 | 13       | 0     |
| Vitória de Guimarães B    | Portugal    | 2022-2024 | 25       | 0     |
| FC Dynamo Majachkalá      | Rusia       | 2024-     | 44       | 1     |